# Liigacup 2022
La Liigacup 2022 è stata la 21ª edizione di questo torneo, iniziata il 28 gennaio 2022 con la fase a gironi ed è terminata il 19 marzo 2022 con la finale. Il Lahti era la squadra campione in carica. L'Honka ha conquistato il trofeo per la terza volta nella sua storia.

## Formula
La competizione riprende dopo un'interruzione di cinque anni. Le dodici squadre partecipanti sono state divise in tre gironi da quattro squadre ciascuno. In ciascun girone le squadre si affrontano una sola volta per un totale di tre giornate. Le squadre prime e seconde classificate, più le due migliori terze, si affrontano nella fase finale.

## Squadre
Partecipano alla Liigacup le dodici squadre partecipanti alla Veikkausliiga 2022:
- AC Oulu
- Haka
- HIFK
- HJK
- Honka
- Ilves

- Inter Turku
- KuPS
- Lahti
- IFK Mariehamn
- VPS
- SJK

## Fase a gironi

### Girone A
| Pos. | Squadra       | Pt | G | V | N | P | GF | GS | DR |
| ---- | ------------- | -- | - | - | - | - | -- | -- | -- |
| 1.   | HJK           | 6  | 3 | 2 | 0 | 1 | 7  | 5  | +2 |
| 2.   | HIFK          | 6  | 3 | 2 | 0 | 1 | 4  | 4  | 0  |
| 3.   | Inter Turku   | 3  | 3 | 1 | 0 | 2 | 3  | 4  | -1 |
| 4.   | IFK Mariehamn | 3  | 3 | 1 | 0 | 2 | 5  | 6  | -1 |

|               | HJK   | HIFK  | IFK   | Int   |
| HJK           |       |       | 2 - 3 | 2 - 1 |
| HIFK          | 1 - 3 |       |       |       |
| IFK Mariehamn |       | 1 - 2 |       |       |
| Inter Turku   |       | 0 - 1 | 2 - 1 |       |

### Girone B
| Pos. | Squadra | Pt | G | V | N | P | GF | GS | DR |
| ---- | ------- | -- | - | - | - | - | -- | -- | -- |
| 1.   | Haka    | 5  | 3 | 1 | 2 | 0 | 4  | 2  | +2 |
| 2.   | Ilves   | 4  | 3 | 1 | 1 | 1 | 5  | 5  | 0  |
| 3.   | Honka   | 4  | 3 | 1 | 1 | 1 | 5  | 2  | +3 |
| 4.   | Lahti   | 3  | 3 | 1 | 0 | 2 | 4  | 9  | -5 |

|       | Hak   | Hon   | Ilv   | Lah   |
| Haka  |       |       | 1 - 1 |       |
| Honka | 1 - 1 |       |       |       |
| Ilves |       | 1 - 0 |       | 3 - 4 |
| Lahti | 0 - 2 | 0 - 4 |       |       |

### Girone C
| Pos. | Squadra | Pt | G | V | N | P | GF | GS | DR |
| ---- | ------- | -- | - | - | - | - | -- | -- | -- |
| 1.   | SJK     | 7  | 3 | 2 | 1 | 0 | 8  | 3  | +5 |
| 2.   | KuPS    | 6  | 3 | 2 | 0 | 1 | 6  | 3  | +3 |
| 3.   | VPS     | 3  | 3 | 1 | 0 | 2 | 3  | 7  | -4 |
| 4.   | AC Oulu | 1  | 3 | 0 | 1 | 2 | 2  | 6  | -4 |

|         | ACO   | KuP   | SJK   | VPS   |
| AC Oulu |       | 0 - 3 |       |       |
| KuPS    |       |       | 0 - 2 | 3 - 1 |
| SJK     | 2 - 2 |       |       | 4 - 1 |
| VPS     | 1 - 0 |       |       |       |

## Fase finale

### Quarti di finale
| Squadra 1        | Risultato | Squadra 2   |
| ---------------- | --------- | ----------- |
| 26 febbraio 2022 |           |             |
| Haka             | 2 - 1     | Ilves       |
| 2 marzo 2022     |           |             |
| HJK              | 1 - 3     | Honka       |
| 5 marzo 2022     |           |             |
| KuPS             | 1 - 3     | Inter Turku |
| SJK              | 1 - 0     | HIFK        |

### Semifinali
| Squadra 1     | Risultato       | Squadra 2   |
| ------------- | --------------- | ----------- |
| 12 marzo 2022 |                 |             |
| Haka          | 0 - 0 (4-5 dtr) | Inter Turku |
| 14 marzo 2022 |                 |             |
| SJK           | 0 - 0 (3-4 dtr) | Honka       |

### Finale
| Arbitro: | Ville Nevalainen |

|                                  |           |            |
| Aalto 34’ Krebs 59’ Kaufmann 71’ | Marcatori | 9’ Källman |